# برايان تايلور
برايان تايلور (بالإنجليزية: Brian Taylor)‏ (2 يوليو 1949 بغيتسهيد في المملكة المتحدة - 1 يناير 1993) هو لاعب كرة قدم بريطاني في مركز الوسط. لعب مع بريستون نورث إيند وكوفنتري سيتي ونادي بليموث أرجايل ونادي والسول وويغان أتلتيك.

## وصلات خارجية
- برايان تايلور على موقع قاعدة بيانات كرة القدم.إي يو (الإنجليزية)